# Scott-Still-Maschine

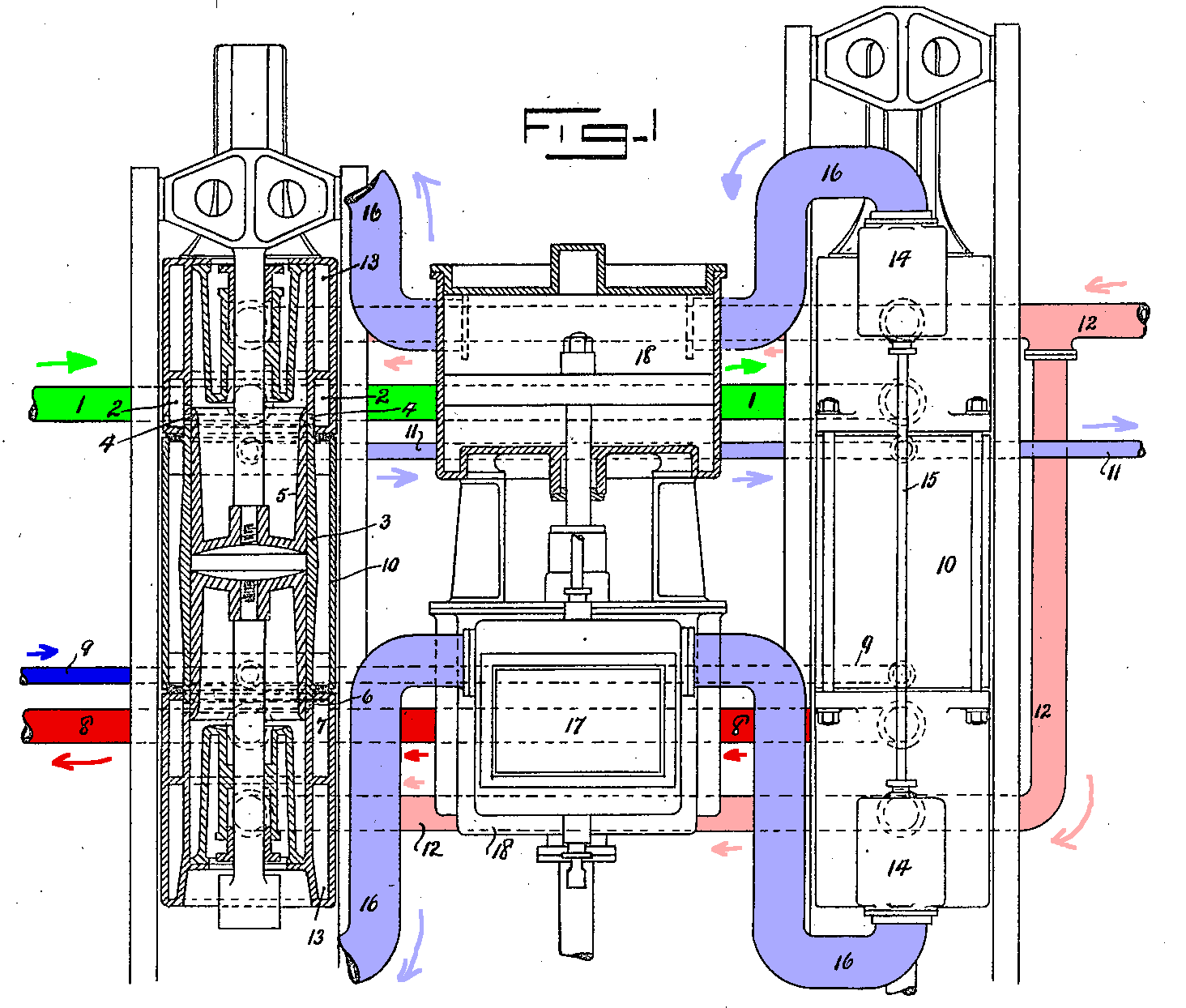
Figure 1 aus US-Patent US1230617 – Längsschnitt durch die Maschine

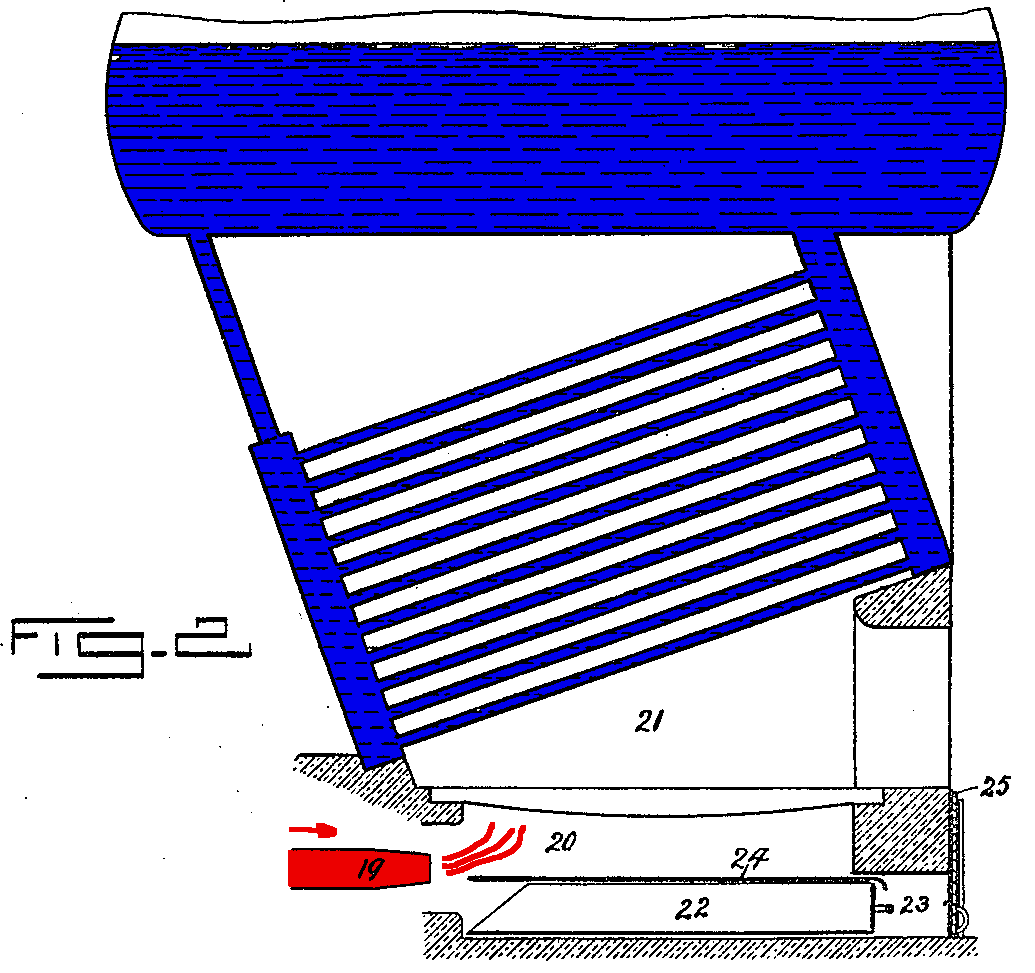
Figure 2 aus US-Patent US1230617 – Diagramm des Boilers

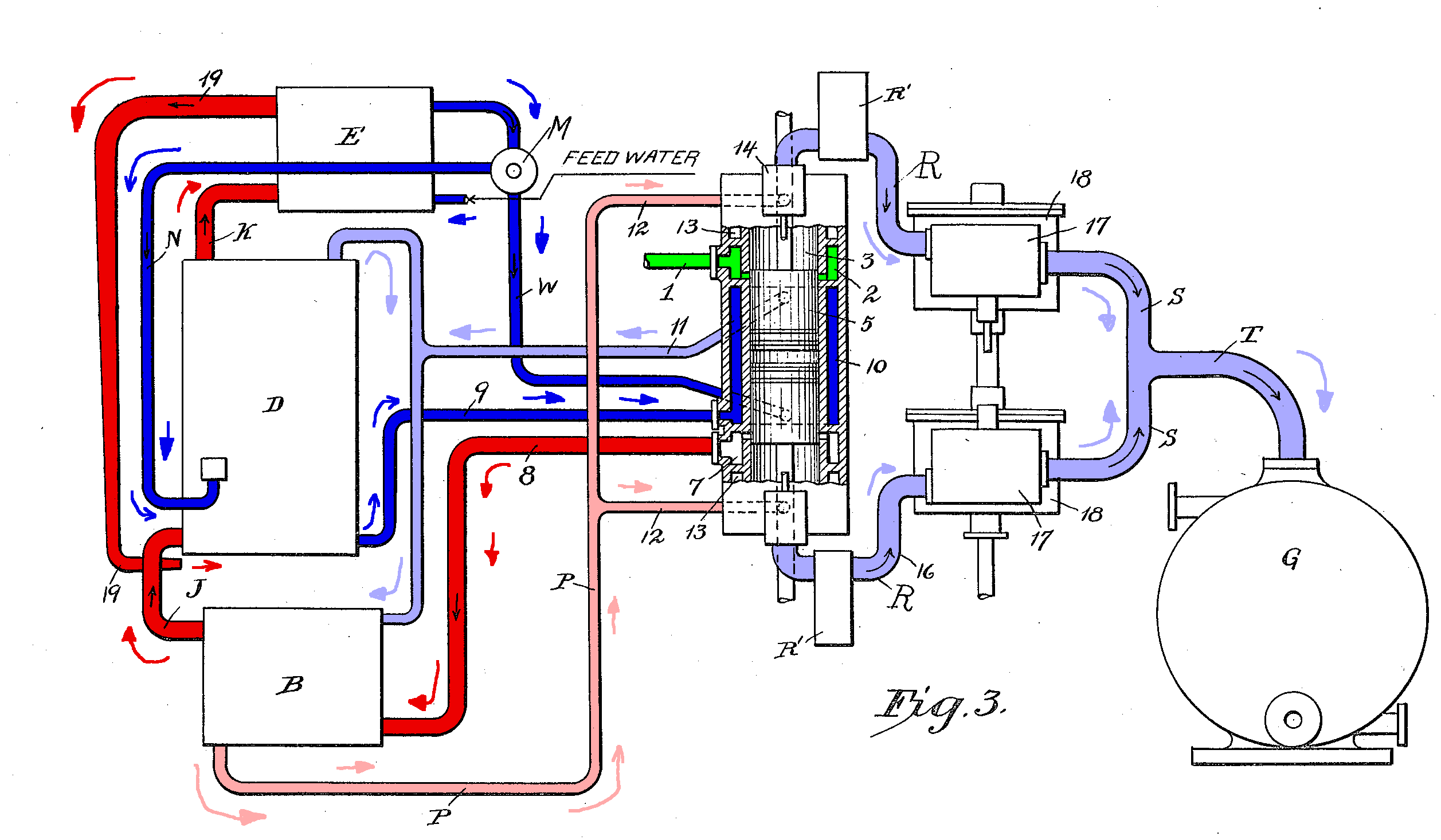
Figure 3 aus US-Patent US1230617 – Diagramm der Maschine

Farblegende

Die Scott-Still-Maschine oder Still-Maschine ist eine Wärmekraftmaschine, die gleichzeitig als Dieselmotor und als Dampfmaschine arbeitet.

## Geschichte
Die Maschine wurde 1913 von William Joseph Still zum Patent angemeldet.  Das Patent wurde 1917 veröffentlicht und die Maschine 1919 erstmals der Öffentlichkeit vorgestellt. Die erste Verwendung fand im Jahr 1924 durch die Scotts Shipbuilding and Engineering Company beim Bau des Frachtschiffs Dolius der Blue Funnel Line statt, die mit zwei doppeltwirkenden Vierzylindermaschinen zu jeweils 1250 PS Leistung ausgerüstet wurde. Im Jahr 1928 ließ dieselbe Reederei die Eurybates mit zwei Scott-Still-Maschinen von jeweils 2500 PS Leistung bauen, deren Diesel- und Dampfkolben separat ausgeführt waren. Dieses wurde 1948 auf reinen Dieselbetrieb umgebaut. In den 1920er und 1930er Jahren gab es zudem Versuche, Scott-Still-Maschinen als Lokomotivenantrieb zu verwenden. Trotz des deutlich messbaren Minderverbrauchs führte der anspruchsvollere Betrieb sowie Fortschritte im herkömmlichen Dieselmotorenbau zur Einstellung des Baus weiterer Maschinen der Still-Bauart.

## Prinzip
Das ursprüngliche Arbeitsprinzip war das einer doppeltwirkenden Kolbenmaschine, deren Kolbenoberseite als Verbrennungskraftmaschine nach dem Prinzip eines Zweitakt-Dieselmotors und deren Kolbenunterseite als Dampfmaschine betrieben wurde. Die Wärmeenergie der Abgasseite und der Motorkühlung wurde genutzt, beziehungsweise mitgenutzt, um den zum Betrieb nötigen Dampf zu erzeugen.
Da die Abgase des Zweitakters in den Verbrennungsraum des Boilers geleitet werden, wird der im Abgas enthaltene (Rest-)Brennstoff zur Erwärmung des Boilers genutzt.

## Vorteile
Maschinen nach dem Still-Prinzip wiesen im Verhältnis zu den zu Beginn der 1920er Jahre lieferbaren Dieselmotoren einen niedrigen Brennstoffverbrauch auf, der allerdings mit einem erhöhten Bau- und Wartungsaufwand einherging und doppeltqualifiziertes Maschinenpersonal erforderte. Weitere Vorteile waren die Möglichkeit der reinen Dampfmaschinennutzung oder die der Leistungserhöhung durch zusätzliche Dampferzeugung im Dampfkessel.
Spätere Scott-Still-Maschine arbeiteten mit separaten Diesel- und Dampfkolben, um die gegenseitige Verunreinigung von Öl und Dampf zu vermeiden.